# Селско стопанство на Русия
Селското стопанство е отрасъл на икономиката на Русия.
Русия е най-голямата по територия страна в света. Обхваща обширни територии в Източна Европа и Северна Азия. Русия притежава най-големите световни запаси от минерали и енергийни ресурси, което я прави енергийна супер сила. Тя има най-обширните горски масиви в света, а нейните езера съдържат приблизително една четвърт от световния запас на чиста, незаледена вода. В началото на 21 век Русия отново заявява претенциите си да бъде една от световните супер сили. Русия може да се характеризира като промишлено-аграрна страна с пазарна икономика. Икономиката е динамична, като тя унаследява мощностите на СССР. В началото на 1998 г. растежът на БВП излиза над тренда, като най-голям ръст е отбелязан през 2000 г. – 10%. Следва плавно покачване средно с около 7% на година до средата на 2008 г., когато икономическата криза застига страната. През 2009 г. е отбелязан отрицателен прираст от -7,8%. В края на 2009 г. икономиката на Русия излиза от кризата, а през 2010 г. е с 4% икономически растеж. БВП на Русия възлиза на 2,2 трилиона долара. Разпределението по сектори е както следва: селскостопански – 4%; промишлен – 36% и услуги – 60%.

## Стопански структури
До 1990 г. всички земеделски земи са кооперативна или държавна собственост, съответно обработвани от колхози (колективни стопанства) и совхози (съветски стопанства). След 1990 г. Федералното събрание на Русия приема Закона за селските ферми, като с него се определят правно-организационната форма на големи селскостопански предприятия, правните аспекти на собствеността върху земята и процедурите за сертифициране и упражняване правата на собственост. Държавните земи се денационализират, както и част от активите на кооперативните стопанства дотогава. Новата правна среда създава очаквания, че ще се появят множество малки частни стопанства и едромащабните колхози ще бъдат преструктурирани. Въпреки очакванията и приетото законодателство обстановката не се променя значително.
През 2010 г. селскостопанската продукция се произвежда съответно:
- от селскостопански организации – 43,9 %,
- домашни стопанства – 49,3 %,
- фермерски стопанства – 6,8 %.

Поради икономическата криза се наблюдава намаление на продукцията от корпоративните стопанства и селските ферми, съответно с 4,2% и 1,7% в сравнение с 2008 г., преди кризата. Увеличение с 6% се наблюдава при домашните стопанства.
Липсата на интерес за създаване на малки частни земеделски стопанства е свързана с лошата инфраструктура в селските райони, които не предоставят условия за преработка и маркетинг за малките производители. Много от частните стопани не рискуват с обработването на върнатите им земи поради страх, че могат да загубят правото на социални помощи, които традиционно се предоставят от общината. Днес 40% от обработваемите площи са държавна собственост.

### Корпоративни организации
Стопанствата от съветския период (колхози и совхози) се преобразуват предимно в корпоративни селскостопански организации. Колхозите стават акционерни дружества, дружества с ограничена отговорност, производствени кооперации, или (рядко) фермерски стопанства. Обработваемите площи и персоналът им се запазват, сменя се само кооперативното с частно управление (ако не остава кооператив). Совхозите в хода на приватизацията най-често стават открити акционерни дружества.

### Домашни стопанства
Съществуват и т. нар. домашни стопанства (подсобные хозяйства). Представени са в селските райони и представляват както малки терени около къщите, така и по-далечни участъци, които да покрият нуждите от храна на стопаните си. Излишъците от продукцията се реализират на местни пазари. Това са индивидуални производители, обикновено с участие на членове на семейството.

### Фермерски стопанства
Третият тип стопанства са т. нар. селски (фермерски) стопанства (крестьянские (фермерские) хозяйства) – селскостопанска форма на еднолично водена стопанска дейност (аналог на едноличен търговец и еднолично ООД).

## Инвестиционна програма
След разпадането на СССР селското стопанство е зле структурирано. Проведената реформа не успява, а също така се наблюдава спад в субсидиите за селско стопанство. Общият федерален трансфер за селското стопанство е намалял от 10% до 4% от БВП от 1992 до 1993 г., а за 1994 г. е около 2% от БВП. Това води до пагубни последствия и реколтата на зърно пада драстично. През 1998 г. тежката суша довежда до рекордно нисък добив от 27 млн. т пшеница, което принуждава Русия да приеме хуманитарни помощи. През декември 2006 г. Държавната дума приема закон, изискващ държавна програма за инвестиции в селското стопанство на всеки 5 години. В първата програма (2003 – 2007) са инвестирани 6 млрд. щ. долара до над 100 000 кредитополучатели. Това довежда до покачване на добивите от зърно и стабилизиране на четвъртата позиция по добив на пшеница в света. Държавата предлага кредити и в натура под формата на семена, торове и др., отпуска средства за закупуването на торове, препарати за растителна защита и др., същевременно гарантира изкупуване на продукцията. Търговските банки остават предпазливи относно отпускането на селскостопански кредити, но все пак се забелязва минимален ръст на отпусканите кредити, поради намаление на риска в сектора. Над 50% от земеделските стопанства вече са обременени със задължения. В резултат на това много стопанства са принудени да разчитат на външни инвеститори, за да гарантират заемите. Тези инвеститори са предимно холдингови дружества, разполагащи с огромни парични ресурси, които са традиционно неземеделски.

## Растениевъдство
Климатичните и географски фактори ограничават земеделието на Русия в 10% от общата площ на страната. 60% от тях са земеделски земи, а 40% пасища и ливади. В Eвропейската част на Русия, най-продуктивните земи са в Централния икономически район „Чернозем“ и икономическия регион „Волга”. Повече от 65% от земята в тези региони е използвана за селско стопанство. В Сибир и Далечния изток, най-продуктивните области са в най-южните райони. Фуражните култури преобладават в по-студените региони, а интензивността на култивиране като цяло е по-висока в Европейска Русия. Природните условия ограничават отглеждането на царевица, което налага внос, а произведената в страната царевица се изнася главно в Египет. Високо развито е отглеждането на овощни, зеленчукови, влакнодайни и кореноплодни култури. Последното увеличаване на обработваемите земи е станало в края на 1950 г. и началото на 1960 г., когато беше разработена земя в югозападната част на Сибир за отглеждане на селскостопански култури. В средата на 90-те около 15% от работещото население е заето в селското стопанство, като тенденцията е за намаление и сега е около 10%. Като един от най-големите световни производители на земеделска продукция, Русия се нарежда на първо място по производство на цариградско грозде, малини и стафиди. Второ място – елда /използва се като зърнена храна, въпреки че не е част от семейство Житни/, овес, слънчоглед. Трето място – тикви, картофи, ръж, вишни. Четвърто място – чесън, грах, захарно цвекло, краставици, пшеница, ечемик, зеле.
Поради огромната територия на страната засяването със зимни житни култури обхваща период от 3 месеца. Сеитбената кампания започва през август на север, а на юг може да приключи чак в края на октомври. Пролетните житни култури се засяват през април на юг и май на север. Царевица и слънчоглед се засяват до края на май – началото на юни. Жътвата на пшеница и ечемик започва в края на юни. Прибирането на реколтата от царевица и слънчоглед започва през септември и приключва в края на октомври. Не е необичайно значителна част от реколтата да не бъде прибрана поради лоши метеорологични условия по време на кампанията.

### Пшеница
Пшеницата е основна земеделска култура в страната. Тя представлява повече от половината от засетите площи със зърнени култури. Около 70% от Пшеницата се използва за брашно, а 30% за фураж. Зимната пшеница заема около 1/3 от общата площ на Пшеницата и половината от общото производство. Областите на разпространение на зимната и пролетната пшеница се влияят от агроклиматичните фактори като и от снежната покривка, от която зависи опазването на растенията през зимата. Териториално, Пшеницата е концентрирана в източните части на степните и лесостепни райони на Европейска Русия, Поволжието и по-малко в Сибир. Зимна пшеница се отглежда предимно в Европейска Русия, особено в западните и централни региони с по-мека зима. В районите с по-сух климат растат ценни сортове твърда пшеница, отлични за производството на макаронени изделия. През 1992 г. добивите от пшеница са 46 млн. т. Следва период на спад, като най-нисък добив е отбелязан през 1998 г. – 27 млн. т. Следва държавна инвестиция в сектора, която покачва добивите. През 2006 г. те са 45 млн. т, 2007 г. – 50 млн. т. През 2008 г. те са рекордно високи – 63,7 млн. т, след което поради икономическата криза през 2009 г. спадат минимално с 3 млн. т, но пшеницата става на първо място по приходи от селскостопанска продукция в държавния бюджет.

### Слънчоглед
Основните области на отглеждане на слънчоглед са ограничени до степите и източните лесостепи на Европейска Русия. Относително по-малка площ заемат около Аралско море и Алтай. Най-благоприятните почвено-климатични условия за отглеждането му са в Краснодарски, Ставрополски и Ростовски райони. От растителните селскостопански продукти слънчогледът е на трето място по приходи от селскостопанска продукция за 2009 г. след пшеницата и картофите. Добивите са изключително динамични, зависещи от агро-климатичните условия. От 1992 г. до 1999 г. добивите възлизат на средно около 3 млн. т. за година. От 2000 г. до 2005 г. добивите се увеличават до 4,5 млн. т. средно на година, след което следват рекордни добиви през 2008 г. – 7,4 млн. т., които поставят Русия на първо място в света.

### Захарно цвекло
Основните области на отглеждане на захарно цвекло са разположени в лесостепните райони на Средното Поволжие, в Северозападното Предкавказие, както и в подножието на Алтай. Доходите от захарно цвекло заемат девето място в държавния бюджет /2009 г./ (от селскостопанска продукция). Русия е традиционен производител на захарно цвекло. Дели първото място по производство със страни като САЩ, Франция и Германия. До 1993 г. Русия произвежда средно 25 млн. т. годишно. Следва десетгодишен период на ниски добиви средно 15 млн. т. на година, като рекордно нисък добив е отбелязан през 1998 г. – 11 млн. т. От 2004 г. насам добивите са се увеличили средно на 23 млн. т. на година, като рекордно висок е през 2006 г. – 31 млн. т.

### Картофи
Картофите са основна селскостопанска култура, отглеждана в Русия. Една руска поговорка казва, че картофите са като втори хляб. Началото на отглеждането им в страната е свързано с руския цар от династията Романови – Петър I. По време на СССР, републиките произвеждали над 100 млн. т. Днес Руската федерация произвежда средно 30 млн. т. Основните области на отглеждане са Централна Европейска Русия, Поволжието, Сибир, Урал и Алтай. Доходите от картофи заемат шесто място в държавния бюджет /2009 г./ (от селскостопанска продукция). До 1997 г. добивите са средно 37,5 млн. т. на година. Следва пет годишен период на ниски добиви – 32,8 млн. т. годишно. Цикличността се запазва и следва ръст в добивите до 37,2 млн. т. годишно. В последните 10 години Русия заема 3-то място в света по добив, след Китай и Индия.

### Площ обработваема земя
Икономическата либерализация е формирана около концепцията за т. нар. „шокова терапия, препоръчана от“ САЩ и Международния валутен фонд. Всичко това довежда до голяма икономическа криза, характеризираща се със спад на производство между 1990 и 2000.
| Площ обработваема земя, хиляди хектара | Площ обработваема земя, хиляди хектара | Площ обработваема земя, хиляди хектара | Площ обработваема земя, хиляди хектара | Площ обработваема земя, хиляди хектара | Площ обработваема земя, хиляди хектара | Площ обработваема земя, хиляди хектара | Площ обработваема земя, хиляди хектара | Промяна за периода 1990 – 2015 години, по колко пъти |
| Субъект РФ | 1959                                   | 1990                                   | 1995                                   | 2000                                   | 2005                                   | 2010                                   | 2015                                   | Промяна за периода 1990 – 2015 години, по колко пъти |
| --- | -------------------------------------- | -------------------------------------- | -------------------------------------- | -------------------------------------- | -------------------------------------- | -------------------------------------- | -------------------------------------- | ---------------------------------------------------- |
| Република Тува | 328                                    | 282                                    | 194,2                                  | 44,2                                   | 38,4                                   | 27,8                                   | 27,2                                   | 10,37                                                |
| Забайкалски край | 1698                                   | 1542,9                                 | 746,8                                  | 339,6                                  | 278,8                                  | 217,2                                  | 208,2                                  | 7,41                                                 |
| Магаданска област | 5                                      | 36,5                                   | 22,7                                   | 11,7                                   | 6,8                                    | 6,1                                    | 6,5                                    | 5,62                                                 |
| Република Бурятия | 846                                    | 767,8                                  | 551,1                                  | 361,6                                  | 221,8                                  | 192,8                                  | 154                                    | 4,99                                                 |
| Астраханска област | 169                                    | 324                                    | 218,5                                  | 96                                     | 70                                     | 75,5                                   | 76,7                                   | 4,22                                                 |
| Архангелска област | 331                                    | 295,1                                  | 273,3                                  | 215,6                                  | 134,5                                  | 104,4                                  | 77                                     | 3,83                                                 |
| Смоленска област | 1570                                   | 1438,8                                 | 1107,1                                 | 807,7                                  | 547,4                                  | 455,8                                  | 400,2                                  | 3,60                                                 |
| Псковска област | 1034                                   | 874,7                                  | 695,7                                  | 575,6                                  | 365,3                                  | 275,5                                  | 245,3                                  | 3,57                                                 |
| Костромска област | 771                                    | 661,7                                  | 576,7                                  | 467,2                                  | 328,8                                  | 207,1                                  | 192                                    | 3,45                                                 |
| Тверска област | 369                                    | 1475,2                                 | 1223,7                                 | 905,1                                  | 688,9                                  | 633,1                                  | 534,4                                  | 2,76                                                 |
| Република Калмикия | 647                                    | 726,6                                  | 567,5                                  | 270,3                                  | 275,1                                  | 298,8                                  | 263,1                                  | 2,76                                                 |
| Новгородска област | 567                                    | 484,8                                  | 371,8                                  | 280,1                                  | 180,6                                  | 181,4                                  | 178,5                                  | 2,72                                                 |
| Калужка област | 1044                                   | 918,9                                  | 754,3                                  | 535,1                                  | 370,7                                  | 302,1                                  | 338,4                                  | 2,72                                                 |
| Ивановска област | 660                                    | 609,2                                  | 528,2                                  | 407,3                                  | 256,9                                  | 219,2                                  | 231,3                                  | 2,63                                                 |
| Република Карелия | 67                                     | 82,8                                   | 77,3                                   | 66,5                                   | 46,9                                   | 38,4                                   | 32,5                                   | 2,55                                                 |
| Кировска област | 2810                                   | 2193,9                                 | 1838,1                                 | 1626,9                                 | 1207,9                                 | 853                                    | 862,8                                  | 2,54                                                 |
| Република Коми | 101                                    | 100,5                                  | 99,6                                   | 83,2                                   | 52,7                                   | 40,5                                   | 40,7                                   | 2,47                                                 |
| Пермски край | 2118                                   | 1850,3                                 | 1501,9                                 | 1289                                   | 999,5                                  | 795,2                                  | 757,2                                  | 2,44                                                 |
| Вологодска област | 906                                    | 815,1                                  | 757,3                                  | 702,3                                  | 541,6                                  | 451,8                                  | 372,4                                  | 2,19                                                 |
| Ярославска област | 848                                    | 768,9                                  | 671                                    | 570,6                                  | 442,3                                  | 337,3                                  | 315                                    | 2,44                                                 |
| Иркутска област | 1636                                   | 1573,2                                 | 1398,4                                 | 1020,9                                 | 715,4                                  | 639                                    | 675,3                                  | 2,33                                                 |
| Московска област | 1249                                   | 1224,1                                 | 1096,4                                 | 977,9                                  | 699,4                                  | 550,7                                  | 579,1                                  | 2,11                                                 |
| Република Марий Ел | 656                                    | 603                                    | 585,6                                  | 500,5                                  | 400,8                                  | 299,5                                  | 292,4                                  | 2,06                                                 |
| Саратовска област | 6399                                   | 5564,5                                 | 4438,4                                 | 3955,7                                 | 3589,5                                 | 3604,6                                 | 3730,9                                 | 1,49                                                 |
| Тюменска област | 1775                                   | 1634,3                                 | 1296,8                                 | 1181,9                                 | 990                                    | 1091,2                                 | 1102,7                                 | 1,48                                                 |
| Кемеровска област | 1599                                   | 1447                                   | 1275,6                                 | 1141,6                                 | 1065,3                                 | 1037,1                                 | 971,7                                  | 1,49                                                 |
| Новосибирска област | 4123                                   | 3442,9                                 | 3049,2                                 | 2718,8                                 | 2536,6                                 | 2326,2                                 | 2339,9                                 | 1,47                                                 |
| Челябинска област | 3086                                   | 2694,3                                 | 2431,8                                 | 1994,7                                 | 1844                                   | 2074,4                                 | 1834,9                                 | 1,47                                                 |
| Република Башкортостан | 4886                                   | 4399,3                                 | 4245,8                                 | 3744,3                                 | 3048                                   | 3146,9                                 | 3060,6                                 | 1,44                                                 |
| Амурска област | 1486                                   | 1623,5                                 | 1082,1                                 | 659,5                                  | 576,4                                  | 790,3                                  | 1165,1                                 | 1,39                                                 |
| Чувашка република | 874                                    | 799,9                                  | 770,6                                  | 693,1                                  | 551,3                                  | 571,9                                  | 574,7                                  | 1,39                                                 |
| Удмуртска република | 1620                                   | 1400,8                                 | 1271,5                                 | 1152                                   | 1153,8                                 | 1067,2                                 | 1028,9                                 | 1,36                                                 |
| Карачаево-Черкезска република | -                                      | 192,3                                  | 155,2                                  | 142                                    | 117,6                                  | 121,9                                  | 141,9                                  | 1,36                                                 |
| Република Алтай | -                                      | 146,5                                  | 132,1                                  | 106,6                                  | 103,4                                  | 103,3                                  | 108,3                                  | 1,35                                                 |
| Оренбургска област | 6200                                   | 5569                                   | 4894,1                                 | 4454,1                                 | 3840,2                                 | 4051,4                                 | 4196,3                                 | 1,33                                                 |
| Самарска област | 3166                                   | 2678,5                                 | 2414,8                                 | 1968,5                                 | 1874,2                                 | 1834                                   | 2016,7                                 | 1,33                                                 |
| Орловска област | 1768                                   | 1568,5                                 | 1369,5                                 | 1201,5                                 | 1079,9                                 | 1076,5                                 | 1212,6                                 | 1,29                                                 |
| Република Ингушетия | -                                      | -                                      | 85,3                                   | 56,7                                   | 53,3                                   | 62,7                                   | 67,5                                   | 1,26                                                 |
| Република Дагестан | 511                                    | 435,2                                  | 359,6                                  | 307,3                                  | 319,3                                  | 271                                    | 344,8                                  | 1,26                                                 |
| Омска област | 4384                                   | 3745                                   | 3463,2                                 | 2964,8                                 | 2911,8                                 | 2797,5                                 | 3029,4                                 | 1,24                                                 |
| Алтайски край | 7669                                   | 6380                                   | 5832,6                                 | 5344,9                                 | 5191,3                                 | 5149,3                                 | 5393                                   | 1,18                                                 |
| Ростовска област | 5937                                   | 5224                                   | 4621,7                                 | 3858,1                                 | 4180,1                                 | 4351,4                                 | 4467,8                                 | 1,17                                                 |
| Курска област | 2117                                   | 1855,4                                 | 1639,1                                 | 1363,4                                 | 1197,6                                 | 1355,3                                 | 1619,3                                 | 1,15                                                 |
| Воронежка област | 3311                                   | 2985,5                                 | 2725,3                                 | 2319,1                                 | 2147,9                                 | 2336,6                                 | 2590,5                                 | 1,15                                                 |
| Липецка област | 1766                                   | 1513                                   | 1382,9                                 | 1132,1                                 | 1050                                   | 1214,4                                 | 1324,1                                 | 1,14                                                 |
| Република Татарстан | 3886                                   | 3402,4                                 | 3337,7                                 | 2991,4                                 | 2897,1                                 | 2927,8                                 | 3000,9                                 | 1,13                                                 |
| Кабардино-Балкарска република | 329                                    | 325,3                                  | 316,8                                  | 308,7                                  | 290,9                                  | 291,1                                  | 289,6                                  | 1,12                                                 |
| Тамбовска област | 2437                                   | 2068,3                                 | 1766,9                                 | 1360,3                                 | 1282,1                                 | 1426,7                                 | 1757,1                                 | 1,18                                                 |
| Република Северна Осетия – Алания | 201                                    | 205,8                                  | 192,5                                  | 177,3                                  | 150,6                                  | 160,6                                  | 175,9                                  | 1,17                                                 |
| Република Адигея | -                                      | 269,7                                  | 233,7                                  | 217,3                                  | 184,1                                  | 228,9                                  | 236,7                                  | 1,14                                                 |
| Ставрополски край | 4207                                   | 3433,9                                 | 3268,9                                 | 2851,6                                 | 2736,8                                 | 2890,5                                 | 3051,9                                 | 1,13                                                 |
| Белгородска област | 1762                                   | 1586,2                                 | 1498,9                                 | 1416,2                                 | 1287,5                                 | 1248,5                                 | 1449,3                                 | 1,09                                                 |
| Краснодарски край | 4306                                   | 3902,6                                 | 3747,8                                 | 3669,5                                 | 3531,7                                 | 3634,4                                 | 3679                                   | 1,06                                                 |
| Данните в таблицата не се вземат под внимание промяна на границите (при някои субекти на Руската Федерация). Земеделските производители са недоволни от лошите условия на работа и живот. За 2 години (от 1 януари 2017 г. до 1 януари 2019) е намалял броят на селата – в 721 (с 18101 до 17380). |                                        |                                        |                                        |                                        |                                        |                                        |                                        |                                                      |

## Животновъдство
Животновъдството е по равномерно разпределено. В европейската част на Русия се развиват говедовъдство, свиневъдство и птицевъдство. В Южен Сибир, Приуралието и Предкавказието е типично овцевъдство. В северните райони е развито еленовъдството, което осигурява ценни кожи. Риболовът и производството на рибни хранителни продукти е характерно за Русия. Най-развито е млечно-месното говедовъдство. Тенденцията е към намаление на производителността в сектора. Нужни са реформи, които все още не са предприети. Производството на мляко започва да пада още през средата на 90-те, тогава са се произвеждали средно 45 млн. т. годишно, сега производството е спаднало с 30% и продължава да спада. Спадът при месопроизводството е с над 50%. Не такава е тенденцията при птицевъдството. Отглеждането на птици за месо е нараснало с над 2 пъти за последните 5 години. Производството на яйца е относително стабилно около 2 млн. т. годишно. Свиневъдството е основен отрасъл в животновъдството на Русия. До 90-те години Русия заема четвърто място в света, след Китай, САЩ и Германия. Следва 10-годишен период на спад в производството, но през последните две години има значително повишение. Сега Русия заема девето място в света. До началото на 90-те години овцевъдството в страната също е бил основен отрасъл. Тогава са получавани над 300 хил. т. годишно овче месо. Сега секторът запада.

### Мляко
Основно в страната се добива прясно мляко от крави и по-малко от овце. До 1995 г. Русия е на второ място по добив на краве мляко в света, след САЩ, но само за задоволяване на вътрешния пазар. До този период в страната са се добивали средно 43,5 млн. т. годишно. Следва период на драстичен спад в добивите и потреблението. Сега Русия произвежда малко над 30 млн. т. мляко годишно. Млечната индустрия в страната запада, увеличава се вносът. Русия е на седмо място по производство на прясно краве мляко. Нуждите на населението от млечни продукти са подсигурени със заместители. Въпреки това до 2008 г. приходите от мляко са на първо място в държавния бюджет (за селскостопанска продукция), сега са изместени от пшеницата.

### Яйца
Добиваните яйца в страната са главно от кокошки. Русия е традиционен производител на кокоши яйца. До 2000 г. се нарежда на четвърто място в света след Китай, САЩ и Япония. През последните 10 години се забелязва повишение на потреблението и производството в световен мащаб. В Индия и Мексико то е по-интензивно и това поставя Русия на шесто място в световното производство. Средно добивите на кокоши яйца са малко над 2 млн. т. годишно, като тенденцията е за повишаване на производителността. Развива се експортът, като основни партньори са страните от ОНД.

### Говеждо месо
Поради лошата инфраструктура и липсата на инвестиции секторът запада. Освен това продължаващото засушаване в страната засилва отлива от сектора. До 1995 г. в страната са се произвеждали около 3 млн. т. годишно. 10 години след това спадът е над 50% и сега се произвеждат под 2 млн. т. Проблемите са свързани и със спадът на производството на фуражи в страната. Аржентина, Австралия и Бразилия са основните страни, от които се внася телешко месо.

### Пилешко месо
Производството на пилешко месо винаги е задоволявало вътрешното потребление. Поради увеличението в световен мащаб на потреблението, в Русия производството се повишава над 3 пъти през последните 2 години. Това е изключително висок ръст, който поставя Русия на пето място по производство на пилешко месо в света. През 2011 г. добивите надминават 2 млн. т. годишно, за сравнение през 2003 г. те са били 0,7 млн. т. През 2009 г. приходите от производството на пилешко месо се нареждат на четвърто място в държавния бюджет (от селскостопанска продукция).

### Свинско месо
До 1993 г. Русия се нарежда на трето място по производство на свинско месо в света след Китай и САЩ. Тогава са добивани почти 3 млн. т. годишно. Следва спад в производството с над 50%, който увеличава вноса от Китай, Бразилия и ЕС. През последните 2 години се забелязва ръст до 2 млн. т. годишно, но вносът остава висок. Русия се нарежда на девето място в света по производство, а тенденцията е за увеличаване на производителността.

### Овче месо
До средата на 1990-те Русия е световен фактор в отглеждането на овце. През 1993 г., когато добивите възлизат на 325 хил. т. тя се нарежда на пето място в света. Поради засушаването и ниската продуктивност на фуражите в страната секторът запада. През 2001 г. е отбелязан най-ниския добив – 114 хил. т., което е спад с около 65%. През последните 5 години се забелязва лек ръст, но вносът остава висок.

## Лов и риболов

### Риболов
Бреговата линия на Руската федерация е четвъртата по дължина в света след бреговете на Канада, Гренландия и Индонезия. Руската риболовна индустрия има изключителната икономическа зона от 7,6 милиона км², включително достъп до дванадесет морета в три океана, и излаз на Каспийско море, както и повече от два милиона реки. Русия добива средно 3 млн. т. риба годишно, което я нарежда на девето място в света. Над 100 хил. души са заетите в сектора. Секторът е регламентиран със „Закона по рибното стопанство и защита на водните биологични ресурси" от 2004 г. Речният риболов възлиза на 72 хил. т. Около 115 хил. т. са добивите от аквакултури като цяло. Основните видове риба от вътрешно-водния басейн са шаран, костур и бяла риба. Изключително са намалели запасите от есетрови риби в Азовско и Каспийско море, както и в р. Амур. Риболовният флот е както следва: 2500 риболовни кораба, 366 транспортни кораба, 46 кораби-фабрики.

### Лов
Ловът в Русия е стара традиция. Въпреки това не е основно с цел получаването на храна, а по-скоро с цел развлечение. Ловуват се предимно мечки, зайци и диви свине в североизточната част на страната. Ловят се още катерици и самури (и други дребни животни заради ценната им кожа), лисици, вълци, птици, елени и моржове.